# Louis Gautheron
Pour les articles homonymes, voir Gautheron.
Louis Gautheron, né le 15 avril 1915 à Mellecey et mort le 3 janvier 1988 à Toulon, est un militaire français, Compagnon de la Libération. Sous-officier des troupes coloniales avant le début de la seconde guerre mondiale, il décide de se rallier à la France libre en 1940 et combat en Afrique et en France. Restant dans l'armée après 1945, il participe à la guerre d'Indochine puis à la guerre d'Algérie.

## Biographie

### Jeunesse et engagement
Louis Gautheron naît le 15 avril 1915 à Mellecey, en Saône-et-Loire. En janvier 1936, il s'engage dans l'armée et rejoint les rangs du régiment d'infanterie coloniale du Maroc. Après avoir été promu caporal puis caporal-chef, il est muté au régiment de tirailleurs sénégalais du Tchad (RTST) en mars 1938. Promu sergent en août 1938, il est toujours en poste au Tchad lorsqu'est déclenchée la seconde guerre mondiale.

### Seconde Guerre mondiale
Après l'armistice du 22 juin 1940, il décide de poursuivre la lutte et se rallie à la France libre. Affecté au bataillon de marche no 3 (BM3), Louis Gautheron participe à la campagne d'Érythrée au cours de laquelle il est blessé par balle le 22 février 1941 lors de la bataille de Keren. Engagé ensuite dans la campagne de Syrie, il est promu sergent-chef à l'issue de celle-ci. Pendant la guerre du désert, il combat en Libye puis au Tchad avant d'être muté au RTST en janvier 1943 puis au bataillon de marche no 15 en mars suivant. Il séjourne alors quelque temps au Nigeria avant de rejoindre l'Afrique du Nord.
Promu adjudant le 1er avril 1944, il embarque à Alger le 10 novembre de la même année en direction de la France. D'abord stationné à Antibes, il est ensuite envoyé sur le littoral Atlantique où il participe à la réduction de la poche de la pointe de Grave puis à celle de la poche de La Rochelle. Il termine la guerre au grade de sous-lieutenant.

### Après-Guerre
Restant dans l'armée après le conflit, il est affecté au 3e régiment de tirailleurs sénégalais en Tunisie. Promu lieutenant, il quitte l'armée en 1947 mais est rappelé en 1951 afin de participer à la guerre d'Indochine où il exerce comme officier de renseignement. Il est promu capitaine en janvier 1954 et poursuit sa carrière en Afrique où il est affecté au bataillon autonome du Niger de 1956 à 1958. En 1960, il est muté au 66e régiment d'infanterie de marine avec lequel il prend part à la guerre d'Algérie. Il quitte définitivement l'armée en 1964.
Louis Gautheron meurt le 3 janvier 1988 à Toulon où il est inhumé.

## Décorations
|  |  |  |  |  |  |
|  |  |  |  |  |  |
|  |  |  |  |  |  |
|  |  |  |  |  |  |

| Officier de la Légion d'honneur                                                | Officier de la Légion d'honneur                                                | Officier de la Légion d'honneur                                                | Compagnon de la Libération Par décret du 23 juin 1941                | Compagnon de la Libération Par décret du 23 juin 1941                | Compagnon de la Libération Par décret du 23 juin 1941                | Croix de guerre 1939-1945 (France) Avec une palme                                                 | Croix de guerre 1939-1945 (France) Avec une palme                                                 | Croix de guerre 1939-1945 (France) Avec une palme                                                 |                         |                         |                         |
| Croix de guerre des Théâtres d'opérations extérieurs                           | Croix de guerre des Théâtres d'opérations extérieurs                           | Croix de guerre des Théâtres d'opérations extérieurs                           | Médaille des blessés de guerre                                       | Médaille des blessés de guerre                                       | Médaille des blessés de guerre                                       | Médaille de la Résistance française                                                               | Médaille de la Résistance française                                                               | Médaille de la Résistance française                                                               |                         |                         |                         |
| Médaille coloniale Avec agrafes "AFL", "Érythrée", "Libye" et "Extrême-orient" | Médaille coloniale Avec agrafes "AFL", "Érythrée", "Libye" et "Extrême-orient" | Médaille coloniale Avec agrafes "AFL", "Érythrée", "Libye" et "Extrême-orient" | Médaille commémorative des services volontaires dans la France libre | Médaille commémorative des services volontaires dans la France libre | Médaille commémorative des services volontaires dans la France libre | Médaille commémorative des opérations de sécurité et de maintien de l'ordre Avec agrafe "Algérie" | Médaille commémorative des opérations de sécurité et de maintien de l'ordre Avec agrafe "Algérie" | Médaille commémorative des opérations de sécurité et de maintien de l'ordre Avec agrafe "Algérie" |                         |                         |                         |
| Officier de l'Ordre de l'Étoile noire (Bénin)                                  | Officier de l'Ordre de l'Étoile noire (Bénin)                                  | Officier de l'Ordre de l'Étoile noire (Bénin)                                  | Officier de l'Ordre de l'Étoile noire (Bénin)                        | Officier de l'Ordre de l'Étoile noire (Bénin)                        | Officier de l'Ordre de l'Étoile noire (Bénin)                        | Ordre du Mérite (Syrie)                                                                           | Ordre du Mérite (Syrie)                                                                           | Ordre du Mérite (Syrie)                                                                           | Ordre du Mérite (Syrie) | Ordre du Mérite (Syrie) | Ordre du Mérite (Syrie) |

## Hommages
Louis Gautheron figure sur le mémorial commémoratif des douze compagnons de la Libération originaires de Saône-et-Loire inauguré le 16 octobre 2021 à Buxy.